# Martin Valjent
Martin Valjent, né le 11 décembre 1995 à Dubnica nad Váhom en Slovaquie, est un footballeur international slovaque qui évolue au poste de défenseur central au RCD Majorque.

## Biographie

### Débuts professionnels
Formé par le MFK Dubnica, club de sa ville natale, Martin Valjent dispute une seule saison en deuxième division slovaque avant de rejoindre l'Italie, en s'engageant en 2013 avec le Ternana Calcio en Serie B. Il joue son premier match pour Ternana le 28 septembre 2013 contre le Varèse 1910. Il entre en jeu à la place de Raffaele Maiello (en) lors de cette rencontre perdue par son équipe (2-1 score final).

### RCD Majorque
Le 20 août 2018 Valjent est prêté avec option d'achat au RCD Majorque, club de deuxième division espagnole. Il joue son premier match avec son nouveau club le 31 août 2018, lors d'une rencontre perdue face à l'AD Alcorcón, en championnat (1-0). À l'issue de cette saison 2018-2019 le club est promu dans l'élite du football espagnol. 
Le 26 juin 2019 le RCD Majorque lève l'option d'achat de Valjent, qui s'engage pour trois ans. Il joue son premier match en Liga le 17 août 2019, lors de la première journée de la saison 2019-2020 face au SD Eibar. Il est titulaire lors de ce match qui se solde par la victoire des siens (2-1). Valjent, qui est titulaire durant toute la saison, ne peut empêcher la relégation de son équipe, qui termine à la dix-neuvième du classement cette saison-là.
L'international slovaque continue l'aventure avec le club de Majorque en deuxième division, et contribue à la remontée du club immédiate, les Bermellones terminant deuxième lors de la saison 2020-2021, retrouvant ainsi l'élite du football espagnol seulement un an après l'avoir quitté et signant la neuvième ascension de l'histoire du club.
Le RCD Majorque parvient cette fois à se maintenir durant la saison 2021-2022. Valjent est alors un joueur important de l'équipe première, et le 11 septembre 2022, lors d'une rencontre de championnat perdue face au Real Madrid (4-1 score final), il joue son 150e match pour le club, entrant alors dans le Top 50 des joueurs ayant joués le plus de matchs pour le RCD Majorque.

### En sélection
Martin Valjent représente la Slovaquie en sélection. Il commence avec les moins de 18 ans, jouant deux matchs en 2013 avec cette équipe.
Avec les espoirs, il participe au championnat d'Europe espoirs en 2017. Lors de cette compétition organisée en Pologne, il joue deux matchs. Il se met en évidence en inscrivant un but contre le pays organisateur. Malgré un bilan honorable de deux victoires et une défaite, la Slovaquie ne dépasse pas le premier tour.
Martin Valjent honore sa première sélection avec l'équipe nationale de Slovaquie le 4 juin 2018, en amical face au Maroc. Il entre en jeu en cours de partie ce jour-là, et son équipe s'incline par deux buts à un.